# Neswaiu

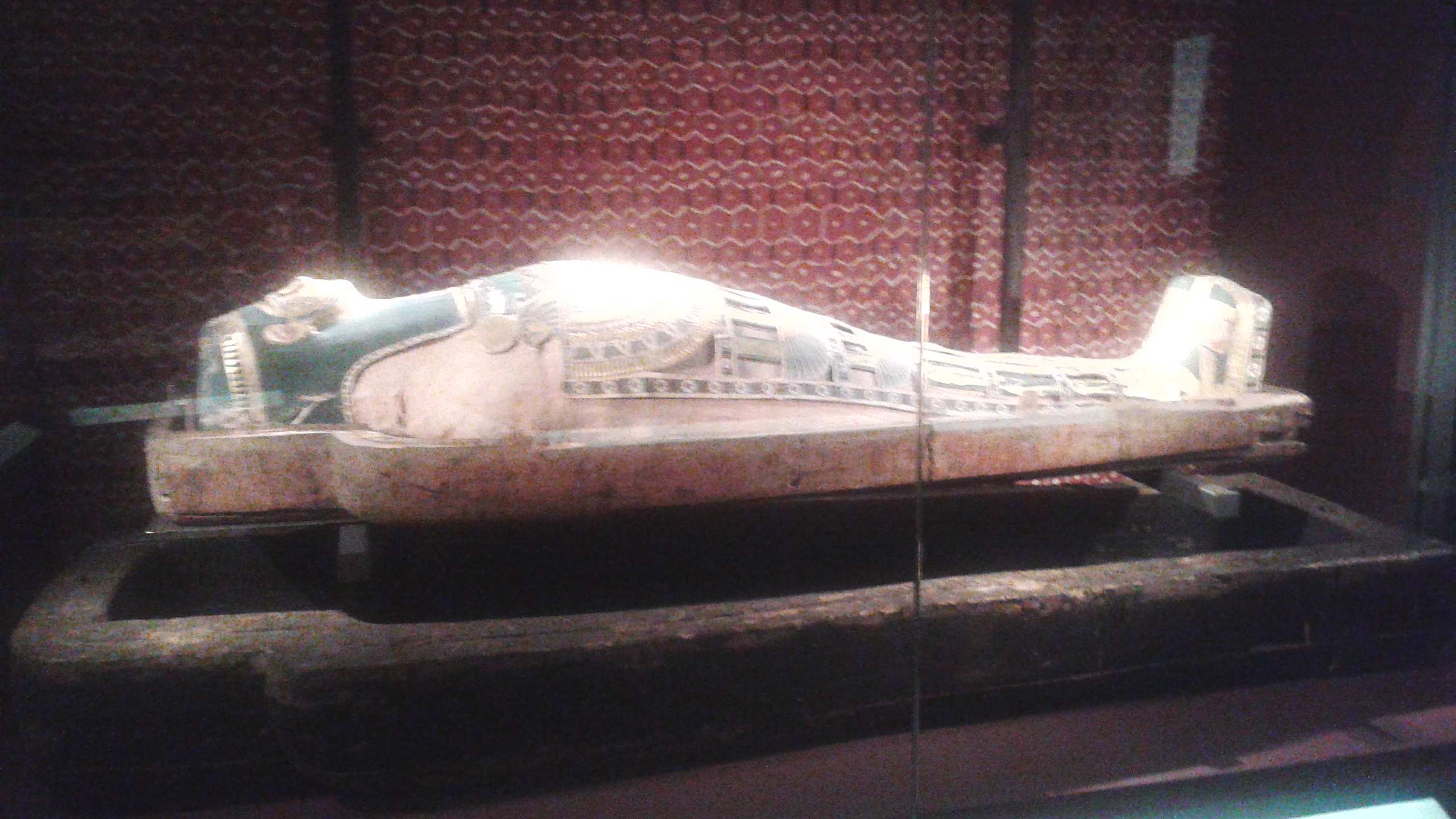
Mumien utan de båda kistlocken. Pärlnätet och masken synliggjorda.

Neswaiu är en mumie som är utställd på Medelhavsmuseet i Stockholm. Det är mumien av en egyptisk präst som levde i Thebe under 300-talet f.Kr. Neswaiu var präst i ett tempel helgat till guden Montu och den påkostade mumifieringen visar att han tillhörde samhällets övre skikt. På British Museum finns en stele och en gudastaty från hans grav och i Amsterdam finns en staty som föreställer honom som bekräftar hans status. Han levde ett hälsosamt liv till 50-60 års ålder och dog möjligen av komplikationer i samband med en tandinfektion.
Graven hittades i början av 1800-talet i Karnak, från vilken  mumien och föremålen på British museum är de enda kända kvarvarande föremålen. Mumien kom till Sverige 1826 via den förmögna italienska affärsmannen Giovanni Anastasi, som sedermera blev konsul för Sverige-Norge. År 1928 överfördes den till det nyinvigda Egyptiska museet i Stockholm som uppgick i Medelhavsmuseet 1954. Mumien har två kistor, innanför dessa finns ett målat emballage av gips och lindor samt en mask. Före lindorna och den balsamerade kroppen ligger ett kläde av sammanflätade pärlor. Överallt i lindorna och på kroppen finns det hundratals amuletter.
Mumien skiktröntgades på Universitetssjukhuset i Linköping 2013 och utifrån bilderna har en 3D-modell skapats. 3D-modellen används av forskare för att undersöka mumien, dess kistor, föremål och lindor utan att den skadas eller förändras vilket sker vid konventionell undersökning. I museets utställning finns också en interaktiv 3D-modell där besökarna kan ta bort kistorna och lindningarnas lager och undersöka delar av föremålen. En av amuletterna, en falkamulett med utbredda vingar, som ligger invirad och dold har skannats och sedan skrivits ut med en 3D-printer. Amuletten  är gjord av metall, förmodligen guld, och med hjälp av den utskrivna modellen har en ny gjutform gjorts utan att föremålet plockats fram.